# Bartolomé Carranza
Bartolomé Carranza, conosciuto anche come Bartolomé de Carranza y Miranda (Miranda de Arga, 1503 – Roma, 2 maggio 1576), è stato un arcivescovo cattolico e teologo spagnolo.

## Biografia
Nato a Miranda de Arga nel 1503, si fece domenicano nel 1520, e addottoratosi a Salamanca in utroque iure, acquisì presto reputazione di dotto. Già allora serpeggiò qualche insinuazione sulle opinioni da lui professate, ma Carranza poté facilmente sfatarle, anzi lavorò per conto dell'Inquisizione. Rifiutò il vescovato di Cuzco conferitogli da Carlo V nel 1540 e altre offerte fattegli più tardi. Nel 1545 andò come rappresentante imperiale al Concilio di Trento, dove fu attivissimo: si rifiutò peraltro, secondo gli ordini dell'imperatore, di seguire il Concilio nel 1547 a Bologna. Famosa è di quel tempo la sua costanza nel sostenere l'obbligo della residenza per i vescovi (Controversia de necessaria residentia personali episcoporum, Venezia 1547). A Trento, quando vi fu riportato il concilio, egli tornò un'altra volta dal 1551 al 1552; nel 1554 fu incaricato di una missione in Inghilterra da parte di Filippo II, per assistere la regina Maria Tudor nella difesa del cattolicesimo, e in Inghilterra rimase sino al 1557. L'anno seguente, dopo un breve soggiorno in Fiandra alla corte spagnola, rientrò in Spagna, dove aveva accettato l'arcivescovato di Toledo.
Ma proprio da questo momento comincia il suo declino. Sia che nei suoi soggiorni in paesi eretici avesse contratta l'abitudine di una minore intransigenza a scopo di conciliazione, sia che il suo spirito superiore e critico gli rendesse familiari alcune espressioni o modi di vedere dei riformati, fatto è che i suoi Comentarios... sobre el catechismo cristiano (Anversa 1558) incorsero nella severa censura di Melchor Cano, che rimproverava a Carranza l'incoraggiamento da lui dato, col suo libro, alla lettura della Scrittura in lingua volgare e l'attitudine luterana dei suoi punti di vista. Carranza fu messo sotto processo e infine arrestato a Torrelaguna il 22 agosto 1558, da dove fu portato prigioniero a Valladolid. Il caso sollevò enorme impressione e la Santa Sede volle naturalmente occuparsene. Sennonché il re non permise che il prigioniero uscisse dalla Spagna e volle che i giudici papali venissero nel regno. Anni e anni durò l'inquisizione: finalmente nel 1567 Carranza fu trasportato a Roma e sottoposto a nuovo processo, che durò altri nove anni. In sostanza non fu trovato colpevole, ma punito per l'ambiguità e l'arditezza di alcune frasi, con la proibizione di rientrare nella sua diocesi prima di altri 5 anni. Ma Carranza, dopo 17 anni di prigionia, moriva poco dopo a Roma, nel convento della Basilica di Santa Maria sopra Minerva, il 2 maggio 1576.

## Genealogia episcopale
La genealogia episcopale è:
- Cardinale Juan Pardo de Tavera
- Cardinale Antoine Perrenot de Granvelle
- Arcivescovo Bartolomé Carranza